# Sport aux Fidji
Les Fidji, un archipel du Pacifique Sud, occupent une place importante dans le paysage sportif mondial. Connue pour sa passion pour le rugby à sept, discipline où elle excelle sur la scène internationale, la nation fidjienne cultive un lien profond avec le sport, qui joue un rôle central dans la vie sociale de ses habitants. Outre le rugby, d’autres disciplines comme le cricket, la natation et les sports nautiques en général bénéficient d’une popularité notable, en raison de l’environnement maritime et du mode de vie insulaire.

## Événements organisés aux Fidji

### Fiji Pro
Le Fiji Pro, une compétition emblématique de surf organisée par la World Surf League, se déroule sur le célèbre spot de Cloudbreak, situé au large de l'île de Tavarua. Cet événement, qui a marqué le championnat du monde de surf depuis les années 2000, est reconnu pour ses vagues gauches rapides et creuses qui offrent des défis techniques.
En 2024, le Corona Fiji Pro fait son retour après plusieurs années d'absence et constitue la dernière étape de la saison régulière, permettant de déterminer les cinq finalistes pour les finales du WSL. Cloudbreak est particulièrement apprécié pour ses conditions idéales, alternant entre des tubes impressionnants et des vagues adaptées aux figures aériennes. Il a attiré les plus grands noms du surf tels que Kelly Slater et Gabriel Medina.

### Tournoi des Fidji de rugby à sept
Le tournoi des Fidji de rugby à sept est une compétition régionale puis internationale en 2000 de rugby à sept. Organisé de 1993 à 2000, elle prend fin à cause du coup d'État de 2001 alors que la compétition venait d'intégrer la série mondiale de rugby à sept.

## Sports populaires

### Rugby à sept
Le rugby à sept occupe une place centrale dans la culture sportive des Fidji où il est plus qu’un simple sport : c’est un véritable mode de vie. Depuis l’arrivée du rugby dans l'archipel, ce sport a évolué pour devenir une discipline où les Fidjiens brillent sur la scène internationale.
Le rugby est introduit aux Fidji dans les années 1880 par des soldats européens et des missionnaires lors de la colonisation de l’archipel. Le sport s’enracine rapidement dans la société fidjienne, où il devient une activité populaire dans les villages et les écoles. Dans les années 1970, le rugby à sept, une variante plus rapide et dynamique du rugby à XV, commence à gagner en popularité, grâce notamment à des tournois comme le tournoi de Hong Kong de rugby à sept, où l’équipe fidjienne participe dès la première édition en 1976. La victoire au tournoi de Hong Kong en 1977 est un tournant. Ce succès marque le début d’une domination fidjienne dans cette discipline. Au cours des années 1980 et 1990, ils remportent de nombreux titres. Leur style de jeu spectaculaire est basé sur la vitesse, l’agilité et une créativité unique. En 2018, la sélection comptait 19 victoires aux HKS, un record.
Waisale Serevi, souvent surnommé « le magicien » ou « le maestro », est une figure emblématique de l’équipe fidjienne dans les années 1990 et 2000. Sous sa direction, les Fidji ont remporté plusieurs éditions du tournoi de Hong Kong et deux Coupes du monde de rugby à sept, en 1997 et 2005. Serevi est considéré comme l’un des meilleurs joueurs de l’histoire du rugby à sept, son influence ayant contribué à populariser ce sport dans le monde entier. L’apogée du rugby à sept fidjien est atteinte en 2016, lors des Jeux olympiques de Rio, où les Fidji s'adjugent la première médaille d’or de leur histoire. Ce triomphe consolide leur statut de meilleure équipe de rugby à sept au monde et entraîne une célébration nationale sans précédent. Quatre ans plus tard, lors des Jeux olympiques de Tokyo, l’équipe remporte à nouveau la médaille la médaille d’or. En 2024, les Fidjiens échouent en finale, battus par l’équipe de France malgré un très bon tournoi.
Au fil des années, le rugby à sept est devenu une institution aux Fidji. Des tournois locaux sont organisés dans tout le pays, servant de vivier pour détecter de nouveaux talents. Le sport est enseigné dans les écoles, où il est perçu comme un moyen d’émancipation sociale et économique. De plus, le sport est un facteur d’éducation pour une partie de la population ayant un faible accès à la scolarité. Le rugby à sept incarne l’identité nationale, la solidarité communautaire et la fierté d’un petit pays qui a su s’imposer sur la scène mondiale.

### Rugby à XV
L'équipe nationale fidjienne, surnommée les Flying Fijians, a disputé son premier match international en 1924 contre les Samoa occidentales, une victoire 6-0 qui a marqué le début de leur parcours international.

#### Coupe du monde
Les Fidji ont participé à toutes les Coupes du monde de rugby à XV depuis la première édition en 1987. Lors de ce tournoi, ils ont atteint les quarts de finale après une victoire contre l'Argentine, mais ont été éliminés par la France (31-16). En 2007, les Fidji ont encore brillé en battant le pays de Galles 38-34 pour atteindre les quarts de finale. Au tour suivant, ils ont été éliminés par l'Afrique du Sud, future championne.

#### Coupe des nations du Pacifique
Les Fidjiens ont également été très performants dans le cadre de la Coupe des nations du Pacifique, une compétition régionale majeure. Il conquièrent leur sixième titre en 2024 après une victoire décisive contre le Japon.

### Cricket
Bien que moins populaire que le rugby, le cricket, occupation britannique oblige, a une importance dans l’archipel. En 1946, est fondé l’Association des Fidji de Cricket visant à encadrer la pratique et à la développer. En 1965, l’organisation rejoint le Conseil international du cricket.

### Natation
La natation  est un sport en développement dans cet archipel du Pacifique. La Fédération Fidjienne de Natation joue un rôle clef dans la promotion de la natation compétitive et récréative dans le pays. Les Fidji ont participé à plusieurs compétitions internationales, notamment les Jeux du Pacifique et les Jeux olympiques. La natation est aussi une activité essentielle pour les Fidjiens en raison de leur proximité avec l'océan, ce qui en fait une compétence utile pour la vie quotidienne et le tourisme.